# Max Payne
Max Payne – strzelanka trzecioosobowa stworzona przez Remedy Entertainment, wydana w 2001 przez Take-Two Interactive. Scenarzystą gry jest Sam Lake, który użyczył też twarzy głównemu bohaterowi.
Akcja gry toczy się w Nowym Jorku. Max Payne rozpoczyna prywatne śledztwo w sprawie zabójstwa swojej żony i córki, które zostały zamordowane przez bandytów będących pod wpływem syntetycznego narkotyku o nazwie Valkiria. Dowiedziawszy się, że za dystrybucję narkotyku odpowiada Jack Lupino, gangster powiązany z mafijną rodziną Punchinello, postanawia przeniknąć do jej struktur. W międzyczasie zostaje wrobiony w zamordowanie agenta DEA Aleksa Baldera, przez co musi uciekać przed nowojorską policją dowodzoną przez Jima Bravurę. Gracz kontroluje ruchy bohatera i eliminuje wrogów, wykorzystując w rozgrywce tzw. bullet time.
Gra doczekała się kilku kontynuacji: Max Payne 2: The Fall of Max Payne (2003) i Max Payne 3 (2012).
W polskiej wersji językowej głosu głównemu bohaterowi użyczył Radosław Pazura.

## Fabuła

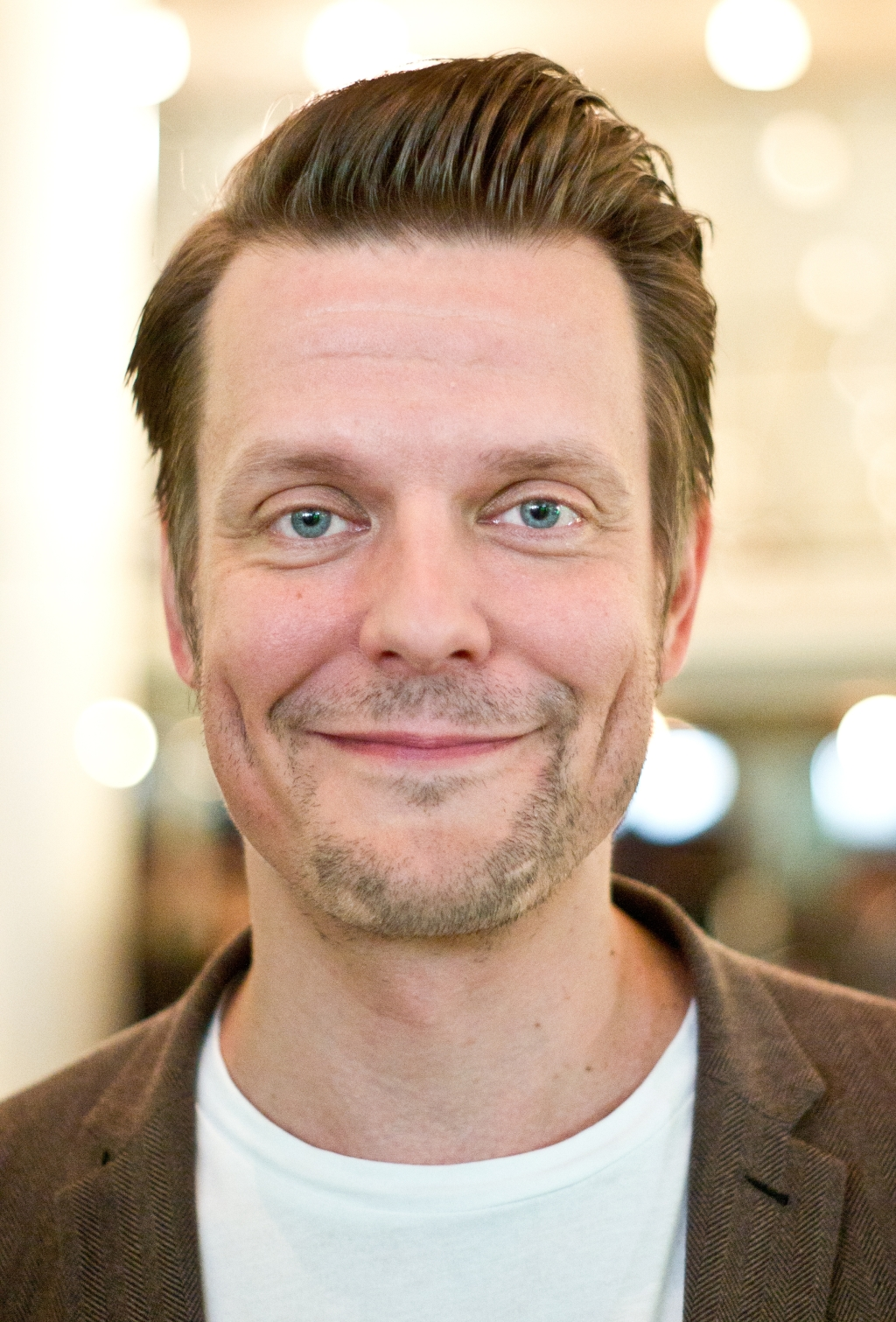
Sam Lake, autor scenariusza, który udzielił swojej twarzy głównemu bohaterowi w pierwszej części gry

W sierpniu 1998 detektyw nowojorskiej policji Max Payne po powrocie z pracy znajduje ciała żony i córki, które zostały brutalnie zamordowane przez bandytów w ich mieszkaniu w New Jersey. By wyjaśnić sprawę zbrodni, za namową swego przyjaciela – Aleksa Baldera – wstępuje do agencji DEA. Trzy lata po rozpoczęciu śledztwa dowiaduje się, że bandyci byli pod wpływem nieznanego wcześniej syntetycznego narkotyku o nazwie Valkiria, za którego dystrybucję odpowiada Jack Lupino, boss mafijnej rodziny Punchinello. Chcąc poznać źródło narkotyku, Payne przenika do struktur grupy przestępczej, a jednocześnie pozostaje w kontakcie z Balderem i drugim agentem DEA – B.B., na którego zlecenie spotyka się z Balderem na terenie metra Roscoe Street. W podziemiach metra udaremnia napad na pobliski skarbiec banku, z którego bandyci próbowali wykraść obligacje Aesir Corporation. Po udanej akcji spotyka się z Balderem, który po chwili zostaje zastrzelony przez nieznanego sprawcę, jednak to Payne zostaje wrobiony w morderstwo, przez co jest ścigany przez policję dowodzoną przez komisarza Jima Bravurę.
Payne udaje się do hotelu, w którym Lupino prowadzi swoją działalność przestępczą. Na miejscu znajduje list napisany przez Vinnie’ego Gognittiego (wspólnika Lupino), z którego się dowiaduje, że w hotelu przebywa Rico Muerte, alfons mający kontrolować odbywającą się w lokalu transakcję sprzedaży Valkirii. Z kolejnego listu dowiaduje się, że szef włoskiej mafii – Angelo Punchinello – jest bezpośrednio powiązany ze sprawą narkotyku. Po zamordowaniu Muerte rusza w pościg za Gognittim, na którym wymusza informację, że Lupino ukrywa się w klubie Ragna Rock. Tam zabija mężczyznę, po czym spotyka Monę Sax, siostrę-bliźniaczkę Lisy (żony Angelo), która oferuje mu sojusz przeciwko Punchinello. Wypiwszy podaną przez kobietę whisky z dodatkiem Valkirii, traci przytomność, po czym budzi się w podziemiach hotelu Lupino, gdzie uwięził go Frankie „Pałka” Niagara z mafii Punchinello. Po ucieczce podejmuje współpracę z Vladimirem Lemem, szefem lokalnej mafii rosyjskiej, na którego zlecenie odbija wyładowany bronią statek, dowodzony przez jego dawnego współpracownika, Borisa Dime’a. Po przejęciu ładunku otrzymuje od Rosjanina zapas broni, którą zamierza wykorzystać w pojedynku z Punchinello.
Po dotarciu do restauracji Punchinello, gdzie Payne umówił się na spotkanie z szefem włoskiej mafii, budynek staje w ogniu. Uwolniwszy się z pułapki, dociera z pomocą Lema do willi Punchinello, gdzie zabija mafijną „Trójcę” – Vince Mugnaio, Pilate Providence’a i Joego Salema oraz odnajduje zwłoki Lisy. Gdy dociera do biura Punchinello, jest świadkiem postrzelenia mafioso przez ochroniarzy starszej kobiety, która następnie wstrzykuje Payne’owi śmiertelną dawkę Valkirii. Detektyw przeżywa atak. Po odzyskaniu przytomności dociera do odlewni metalu „Cold Steel” znajdującej się na obrzeżach miasta, w której podziemiach odkrywa bunkier wojskowy, będący laboratorium badawczym i wytwórnią Valkirii. Tam dowiaduje się, że narkotyk był nie tylko środkiem wprowadzonym przez mafię na nowojorski rynek, ale także kluczowym obiektem rządowego projektu Valhalla, który miał rozpowszechnić substancję wśród żołnierzy, aby podnieść ich morale i umiejętności bojowe. Projekt został zawieszony w 1995 z powodu niezadowalających wyników, jednak był kontynuowany bez zgody rządu, a wśród osób testowanych na potrzeby badań laboratoryjnych znaleźli się m.in. zabójcy rodziny Payne’a. Niedługo później budynek zostaje wysadzony w powietrze, a Payne spotyka się z B.B., którego zabija, wcześniej wypominając wrobienie w morderstwo Aleksa Baldera.
Payne spotyka się z Alfredem Wodenem, śledzącym go od dłuższego czasu członkiem „Wewnętrznego Kręgu”, czyli grupy osób, które pracowały nad badaniem Valkirii. Dowiaduje się, że za śmierć jego rodziny odpowiada Nicole Horne, prezes Aesir Corporation, która po zawieszeniu przez rząd projektu Valhalla kontynuowała badania. Dotarłszy do siedziby korporacji na Manhattanie, spotyka Monę Sax, której Horne zleciła zabicie Punchinello. Po krótkiej rozmowie Mona zostaje postrzelona przez ochroniarzy. Chwilę później Payne odkrywa, że zwłoki kobiety zniknęły. Podczas konfrontacji z Horne kobieta wyjaśnia, że zleciła zamordowanie jego żony, bo ta przypadkowo weszła w posiadanie tajnych dokumentów projektu Valhalla. Po śmierci Horne, która ginie wskutek doprowadzonej przez Payne’a katastrofy helikoptera, detektyw oddaje się w ręce policji. Wśród gapiów dostrzega Wodena.

## Rozgrywka
Max Payne to strzelanka trzecioosobowa, w której gracz wciela się w tytułowego bohatera. Gracz ma do wyboru kilkanaście rodzajów broni, którymi może eliminować przeciwników. W grze nie występuje autoregeneracja zdrowia bohatera, a gdy Max jest ranny, należy użyć środka przeciwbólowego, który częściowo odnawia zdrowie; bohater może nosić jednocześnie do ośmiu środków przeciwbólowych.
Historia przedstawiona w grze opowiadana jest przez głównego bohatera jako wspomnienie w formie komiksu.

### Bullet time
Bullet time to tryb spowolnienia czasu kojarzony przede wszystkim z filmem Matrix. Max Payne był pierwszą grą, w której został on wprowadzony jako główny element rozgrywki. Po aktywacji trybu przeciwnicy zaczynają poruszać się wolniej, również ruchy bohatera zostają spowolnione, ale gracz może celować z normalną prędkością, dzięki czemu łatwiej jest mu trafić przeciwnika. Bullet time najczęściej połączony jest ze spowolnionym skokiem. Postać może rzucić się w tył, przód lub bok i podczas lotu ostrzeliwać przeciwników, jednocześnie będąc mniej podatną na trafienie. Bullet time jest ograniczony przez wskaźnik w kształcie klepsydry. Podczas korzystania z trybu zawartość wskaźnika zmniejsza się i gdy zniknie całkowicie, nie można korzystać ze spowolnienia. Klepsydrę można napełnić poprzez zabijanie przeciwników bez użycia bullet time’u, ale jest ona również napełniana za każdego pokonanego wroga podczas spowolnienia, choć w mniejszym stopniu. Bullet time’owi towarzyszy ponadto efekt dźwiękowy w postaci odgłosu bicia serca bohatera.

### Modyfikowanie gry
Twórcy gry udostępnili narzędzia MAX-FX Tools, pozwalające na dużą możliwość edycji gry.
Bardzo duża liczba plików gry, zawierająca skrypty odpowiedzialne m.in. za działanie menu gry czy ustawienia poziomów rozgrywki, ma charakter otwarty i zapisana jest w formacie tekstowym, dzięki czemu ich edycja jest w znacznym stopniu ułatwiona.
Gra posiada ułatwiony sposób instalacji modyfikacji. Cała modyfikacja mieści się w jednym skompresowanym pliku o rozszerzeniu *.mpm, który należy umieścić w głównym katalogu gry i wybrać go z listy w oknie dialogowym gry, dzięki czemu unika się nadpisywania oryginalnych plików co umożliwia późniejsze uruchomienie gry w wersji niezmodyfikowanej.
Narzędzia MAX-FX:
- ActorFX – edytor animacji postaci
- MaxED – edytor poziomów
- ParticleFX – edytor efektów cząsteczkowych
- RASMaker – program kompresujący wszystkie pliki modyfikacji do pojedynczego pliku *.mpm

## Odbiór gry
Max Payne został dobrze przyjęty przez graczy, otrzymując w rankingu GameRankings: 89,24% w wersji na PC, 79,81% w wersji na PlayStation 2, 85,91% w wersji na Xbox oraz 73% w wersji na Game Boy Advance.
Recenzent serwisu IGN uznał grę Max Payne za „najlepszą z gatunku strzelanek trzecioosobowych, w jaką kiedykolwiek grał”. Zachwalał zarówno grafikę, oprawę dźwiękową, jak i rozgrywkę. Jako wadę uznał brak trybów rozgrywki wieloosobowej oraz długość gry, przy czym dodał, że wady te rekompensuje dołączony do gry edytor, który pozwala tworzyć nowe poziomy.
Wersja na PC i Xbox znacząco się od siebie nie różniły, natomiast za największą wadę wersji na PlayStation 2 recenzenci uznali grafikę, która była gorsza od konkurencyjnych platform.

## FilmMax Payne

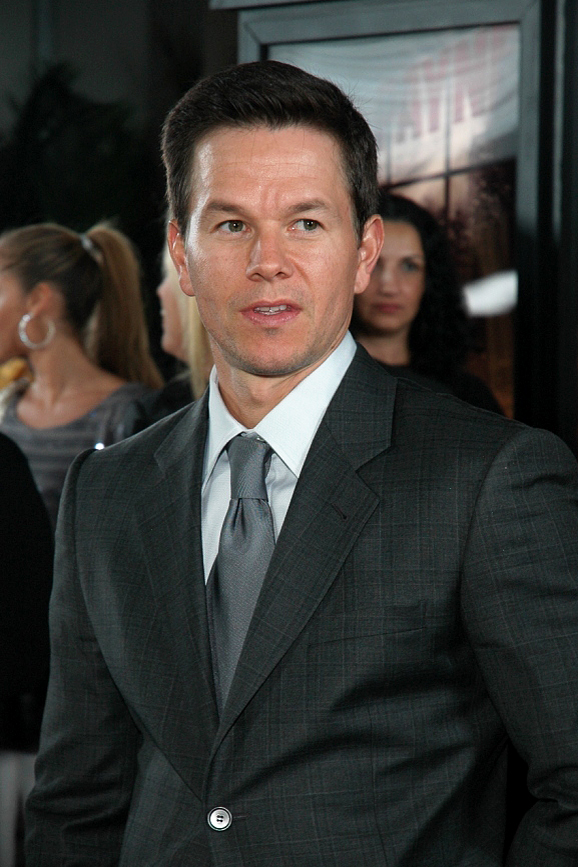
Mark Wahlberg jako Max Payne

Magazyn The Hollywood Reporter potwierdził, że wytwórnia filmowa 20th Century Fox wykupiła na początku 2003 prawa do filmowej adaptacji gry. Zdjęcia do filmu rozpoczęły się 10 marca 2008. Film został wyreżyserowany przez Johna Moore’a. Główną rolę zagrał Mark Wahlberg, a w rolę Mony Sax wcieliła się Mila Kunis. W pozostałych rolach wystąpili: Nelly Furtado jako żona zamordowanego przyjaciela Maxa (Alexa Baldera, którego gra Donal Logue), Chris O’Donnell w roli Jasona Colvina, Beau Bridges jako BB, Ludacris jako Jim Bravura i Amaury Nolasco wcielający się w rolę Jacka Lupino. Film został wyprodukowany przez Collision Entertainment oraz Firm Films. Film Max Payne na ekranach polskich kin ukazał się 24 października 2008.